# Гасанабад-е Шір-Могаммад
Гасанабад-е Шір-Могаммад (перс. حسن ابادشيرمحمد) — село в Ірані, у дегестані Нур-Алі-Бейк, у Центральному бахші, шагрестані Саве остану Марказі. За даними перепису 2006 року, його населення становило 0 осіб.

## Клімат
Середня річна температура становить 16,02 °C, середня максимальна – 34,36 °C, а середня мінімальна – -5,94 °C. Середня річна кількість опадів – 248 мм.
| Клімат поселення                              | Клімат поселення | Клімат поселення | Клімат поселення | Клімат поселення | Клімат поселення | Клімат поселення | Клімат поселення | Клімат поселення | Клімат поселення | Клімат поселення | Клімат поселення | Клімат поселення | Клімат поселення |
| Показник                                      | Січ.             | Лют.             | Бер.             | Квіт.            | Трав.            | Черв.            | Лип.             | Серп.            | Вер.             | Жовт.            | Лист.            | Груд.            |                  |
| Середній максимум, °C                         | 10,76            | 13,26            | 17,62            | 24,01            | 29,06            | 33,93            | 34,36            | 33,56            | 29,96            | 23,70            | 17,35            | 11,06            |                  |
| Середня температура, °C                       | 2,40             | 4,91             | 9,28             | 15,66            | 20,71            | 25,60            | 28,28            | 27,50            | 23,90            | 17,66            | 11,30            | 4,99             |                  |
| Середній мінімум, °C                          | −5,94            | −3,44            | 0,93             | 7,31             | 12,36            | 17,24            | 22,23            | 21,44            | 17,84            | 11,60            | 5,24             | −1,07            |                  |
| Норма опадів, мм                              | 35               | 34               | 45               | 31               | 24               | 4                | 1                | 1                | 1                | 13               | 23               | 36               |                  |
| Середньомісячна швидкість вітру, м/с          | 1.42             | 2.12             | 2.78             | 3.02             | 2.82             | 2.74             | 2.85             | 2.71             | 2.39             | 2.20             | 1.80             | 1.44             |                  |
| Середньомісячна сонячна радіація, кДж/м²·день | 9198             | 12095            | 14489            | 18191            | 22149            | 26250            | 25810            | 23569            | 20098            | 14810            | 10861            | 8810             |                  |
| --------------------------------------------- | ---------------- | ---------------- | ---------------- | ---------------- | ---------------- | ---------------- | ---------------- | ---------------- | ---------------- | ---------------- | ---------------- | ---------------- | ---------------- |
| Джерело:                                      |                  |                  |                  |                  |                  |                  |                  |                  |                  |                  |                  |                  |                  |